# Кубок Греції з футболу 1947—1948
Шостий розіграш Кубку Греції 1947—1948 розпочався 5 жовтня 1947 року. Усього брало участь 137 клубів зі семи асоціацій. Фінал відбувся 20 червня 1948 на афінському стадіоні «Апостолос Ніколаїдіс». У матчі «Панатінаїкос» переміг АЕК з рахунком 2:1.

## Чвертьфінали
| Команда 1     | Рахунок  | Команда 2       |
| ------------- | -------- | --------------- |
| Панатінаїкос  | 7-1      | Елпіда Драма    |
| АЕК           | 4-3      | Атромитос Пірей |
| Лариса        | 0-6      | Олімпіакос      |
| Астерас Афіни | 1-1 (дч) | Паніоніос       |
| Паніоніос     | 0-2      | Астерас Афіни   |

## Півфінали
| Команда 1    | Рахунок | Команда 2     |
| ------------ | ------- | ------------- |
| АЕК          | 1-0     | Олімпіакос    |
| Панатінаїкос | 3-1     | Астерас Афіни |

## Фінал
| 20.06.1948 |

| Панатінаїкос   | 2:1 | АЕК            |
| -------------- | --- | -------------- |
| Сімос 16', 49' |     | Маропоулос 20' |

| «Апостолос Ніколаїдіс», Афіни Арбітр: Дзілос |